# Halacritus missoni
Halacritus missoni är en skalbaggsart som beskrevs av Yves Gomy 1978. Halacritus missoni ingår i släktet Halacritus och familjen stumpbaggar.

## Underarter
Arten delas in i följande underarter:
- H. m. missoni
- H. m. orientalis